# Vrbaška
Vrbaška (en cirílico: Врбашка) es una aldea de la municipalidad de Gradiška, Republika Srpska, Bosnia y Herzegovina.
Integrado administrativamente con Krajčinovac.

## Población
| Composición de la Población - Aldea de Vrbaška | Composición de la Población - Aldea de Vrbaška | Composición de la Población - Aldea de Vrbaška | Composición de la Población - Aldea de Vrbaška | Composición de la Población - Aldea de Vrbaška |
| ---------------------------------------------- | ---------------------------------------------- | ---------------------------------------------- | ---------------------------------------------- | ---------------------------------------------- |
|                                                | 2013                                           | 1991                                           | 1981                                           | 1971                                           |
| Total                                          | 819                                            | 1 057 (100,0%)                                 | 1 034 (100,0%)                                 | 982 (100,0%)                                   |
| Varones                                        | 385                                            | -                                              | -                                              | -                                              |
| Mujeres                                        | 434                                            | -                                              | -                                              | -                                              |
| Bosniacos                                      | -                                              | -                                              | -                                              | -                                              |
| Serbios                                        | 810                                            | 1 000 (94,61%)                                 | 976 (94,39%)                                   | 952 (96,95%)                                   |
| Croatas                                        | 3                                              | 6 (0,57%)                                      | 16 (1,55%)                                     | 17 (1,73%)                                     |
| Gitanos                                        | -                                              | -                                              | -                                              | -                                              |
| Eslovenos                                      | -                                              | -                                              | -                                              |                                                |
| Musulmanes                                     | 1                                              | -                                              | -                                              | -                                              |
| Montenegrinos                                  | -                                              | -                                              | -                                              |                                                |
| Macedonios                                     | -                                              | -                                              | -                                              | -                                              |
| Albaneses                                      | -                                              | -                                              | -                                              | -                                              |
| Ukranianos                                     | -                                              | -                                              | -                                              | -                                              |
| Yugoslavos                                     | 1                                              | 30 (2,84%)                                     | 36 (3,48%)                                     | 1 (0,11%)                                      |
| Otros                                          | -                                              | 21 (1,99%)                                     | 6 (0,58%)                                      | 12 (1,22%)                                     |
| Sin declarar                                   | 3                                              | -                                              | -                                              | -                                              |
| Desconocidos                                   | 1                                              | -                                              | -                                              | -                                              |